# Spodnje Partinje
Spodnje Partinje – wieś w Słowenii, w gminie Lenart. W 2018 roku liczyła 129 mieszkańców.